# Graeme Smith
Graeme Smith, född 31 mars 1976 i Falkirk, är en brittisk före detta simmare.
Smith blev olympisk bronsmedaljör på 1500 meter frisim vid sommarspelen 1996 i Atlanta.